# 평양관
평양관(平壤館)은 조선민주주의인민공화국 수도인 평양에서 이름을 딴 음식점으로, 베이징, 상하이, 하노이, 자카르타   등 전세계적으로 약 130개의 지점을 보유하고 있다.